# 나방파리
나방파리(Psychodidae)는 진정한 파리의 한 과이다. 일부 속은 짧고 털이 많은 몸과 날개를 가지고 있어 "털복숭이" 나방과 같은 모습을 띠고 있어, 일반적인 이름 중 하나인 '나방파리'라는 이름이 붙었다. 샌드플라이아과의 일부 종은 흡혈성이며, 일부 국가에서는 '샌드플라이'라고 불리기도 하지만, 이 용어는 등에 (Tabanidae) 및 누파리 (Ceratopogonidae)와 같은 관련 없는 다른 파리에도 사용된다.
전 세계적으로 2,600종 이상이 기술되어 있으며, 대부분 습한 열대 지방이 원산지이다. 이는 이 목에서 가장 다양한 과 중 하나이다. 배수구 파리는 때때로 배관 배수구 및 하수 시스템에 서식하며, 이들은 무해하지만 지속적인 성가심을 유발할 수 있다.

## 생활 주기

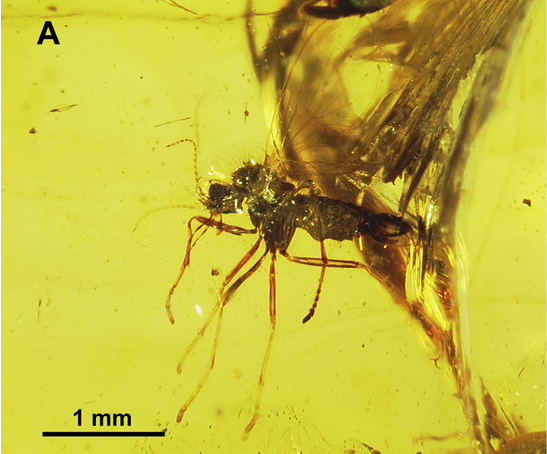
닷지아 비스피나의 버마 호박 속 완모식표본

사이코디나아과, 시코라키나아과, 호라아엘리나아과의 유충은 욕실 싱크대를 포함하여 수생에서 반육상 또는 슬러지 기반 서식지에 살며, 박테리아를 먹고 문제를 일으킬 수 있다. 가장 흔하게 발견되는 종의 유충은 거의 투명하며, 움츠러들지 않는 검은 머리를 가지고 있으며, 때때로 샤워실이나 욕조의 틈새의 습한 가장자리를 따라 움직이거나 변기 물에 잠겨 있는 것을 볼 수 있다. 파리의 유충 형태는 일반적으로 길이 4에서 5밀리미터 사이이며, 길고 가늘며 다소 납작한 원통 모양이다. 몸에는 원시 다리가 없지만, 몸의 마디는 고리라고 불리는 일련의 고리로 나뉜다. 이 고리 중 일부는 등쪽에 특징적인 판을 가지고 있다. 유충의 가슴은 복부보다 크게 크지 않아 대부분의 수생 곤충보다 유충이 "벌레 같은" 모습을 띤다.
일부 종의 유충은 복부의 "부착판"을 사용하여 환경 표면에 자신을 고정할 수 있다. 모기 유충과 마찬가지로 물을 통해 산소를 흡수할 수 없으며, 대신 후방 끝에 있는 작은 어두운 관(기문)을 통해 호흡한다. 따라서 산소를 얻기 위해 정기적으로 표면에 도달해야 한다. 유충 단계는 종, 온도 및 환경에 따라 9일에서 15일 사이에 지속된다. 네 단계의 령이 있다.
소수일 때 유충은 때때로 유익하다고 간주되는데, 그들의 강한 턱이 배수구의 머리카락과 슬러지 폐기물을 자를 수 있어 그렇지 않으면 막힘을 형성할 수 있기 때문이다. 그러나 이 슬러지 층이 완전히 제거되지 않는 한, 성충은 계속해서 이를 찾아 더 많은 알을 낳을 것이다.
흡혈 깔따구의 유충도 원시 다리가 없고 부착판을 가지고 있지만, 그물날개 깔따구의 유충은 나방파리의 유충과 여러 개의 깊은 측면 수축으로 구별될 수 있다.
번데기 단계는 20시간에서 40시간 동안 지속된다. 이 단계 동안 곤충은 먹이를 먹지 않지만, 물 표면 근처에 잠겨 있으며, 여전히 기문을 통해 호흡하고 곧 성충으로 변태하여 번데기 껍질의 이음새를 뚫고 물 표면으로 나온다.
성충은 유충의 절반 길이이지만 훨씬 더 넓은 모습을 띠며, 털이 많은 날개 한 쌍이 몸 위에 지붕처럼 얹혀 있다. 날개는 날개맥이 가장 기본적인 형태로, 가로맥 없이 일련의 평행한 맥만 있을 뿐이다.
성충은 일반적으로 야행성이지만, 빛 주변에 모여들고 빛과 냄새에 이끌리는 것처럼 보일 수 있다. 이들은 불규칙하게 날며, 자주 걷거나 빠르게 달리기도 하고 비행하기도 한다. 이들은 밤에 가장 활동적이지만, 낮에도 또는 창문, 조명 또는 조명된 디스플레이 패널 근처에서도 볼 수 있다.
성충은 약 20일 동안 살며, 이 기간 동안 단 한 번만 번식하는데, 종종 번데기 껍질에서 나온 지 몇 시간 이내에 이루어진다. 암컷은 촉촉한 배수구 내부의 물가선 바로 위에 알(30개에서 100개 사이)을 낳는다. 48시간 이내에 이 알들은 유충 형태인 배수구 벌레로 부화한다.

나방파리과 SEM 위에서 본 모습
나방파리과 SEM 뒤에서 본 모습
나방파리과 SEM 왼쪽에서 본 모습
나방파리과 (배수구 또는 나방파리) 고해상도 SEM 이미지, 앞에서 본 모습
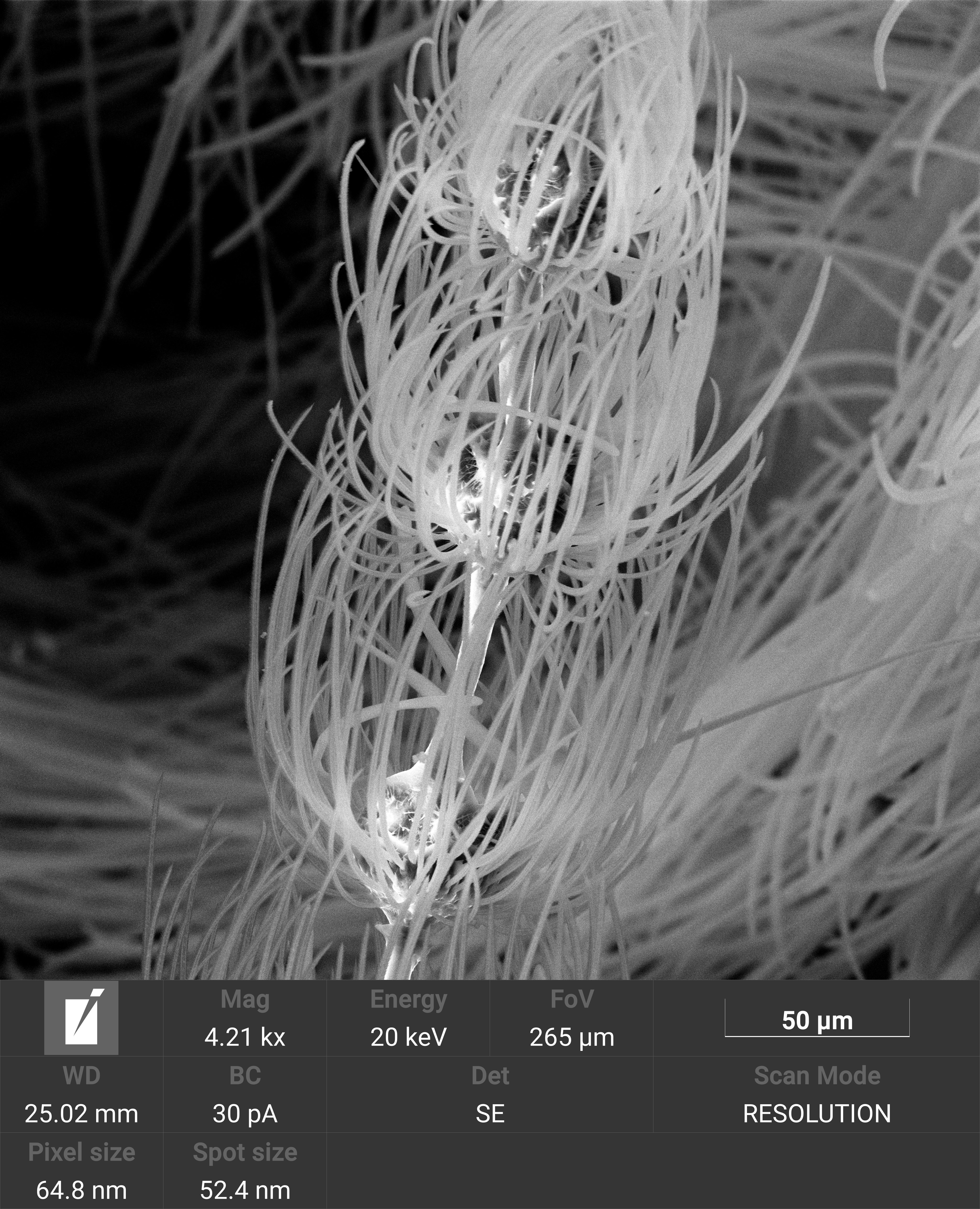
나방파리과 (배수구 또는 나방파리) 더듬이 마디의 고해상도 SEM 이미지
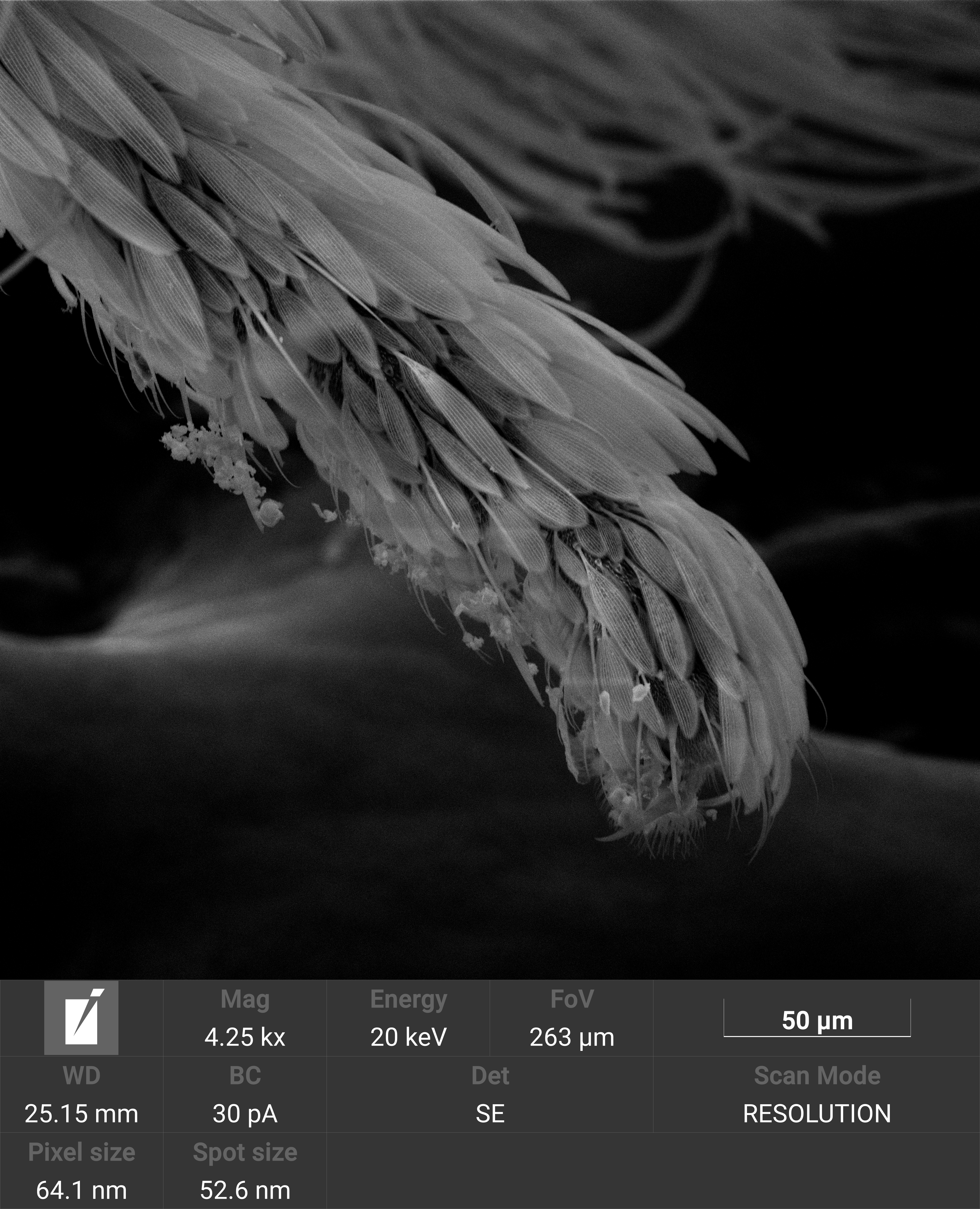
나방파리과 (배수구 또는 나방파리) 다리의 고해상도 SEM 이미지

## 건강 영향
욕실에서 흔히 발견되는 배수구 파리인 클로그미아 알비풍크타타는 인간 질병을 옮긴다고 알려져 있지 않지만, 승저증의 기회성 원인이 되는 것으로 알려져 있다. 그러나 샌드플라이아과는 (열대성) 질병을 전염시킬 수 있는 능력을 가진 혈액을 먹고, 시코락스 실라케아는 마이크로필라리아를 전염시킬 수 있다. 곤충 파편을 흡입하면 천식을 유발할 수 있다.

## 분류

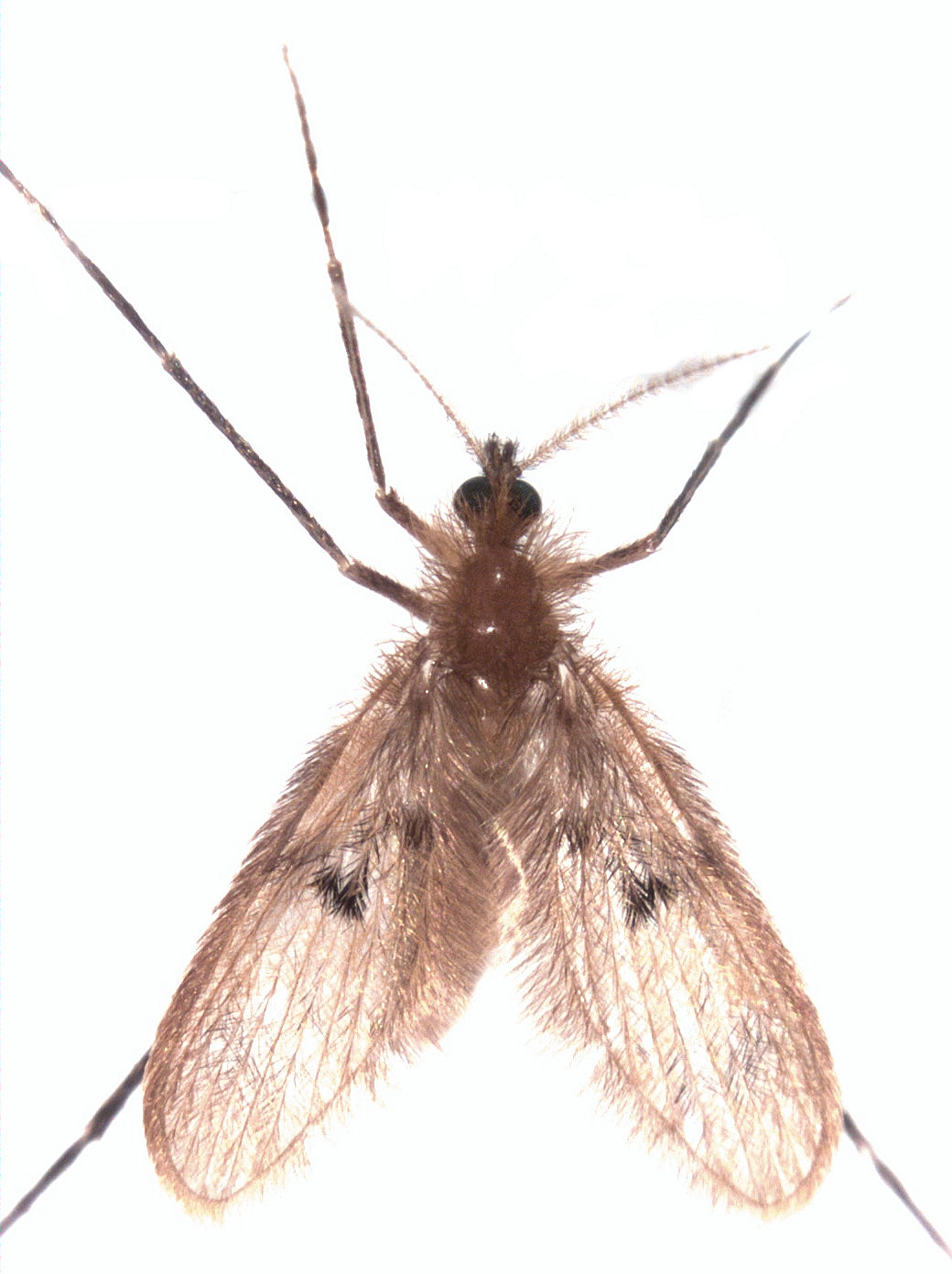
노토페어차일디아 젤란디아에 (이전에는 네모팔푸스에 속함)

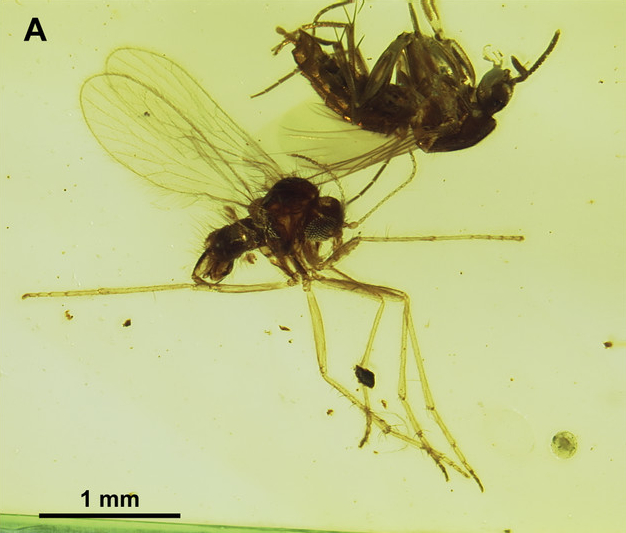
만달라야 비우메르소룸

이 과에는 2600종 이상의 기술된 종을 포함하는 7개의 아과가 있다.

## 같이 보기
- 깔따구
- 트리코미아 렝게티

## 더 읽어보기
- Quate, L.W. & B.V. Brown (2004). "Revision of Neotropical Setomimini (Diptera: Psychodidae: Psychodinae)". Contributions in Science, 500: 1–117. BioStor. doi:10.5962/p.210558.
- Vaillant, F. (1971). "Psychodidae–Psychodinae". In: E. Lindner, ed. Die Fliegen der Paläarktischen Region, 9d, Lieferung 287: 1–48.
- Young, D.G. & P.V. Perkins (1984). "Phlebotomine sand flies of North America (Diptera: Psychodidae)". Mosquito News, 44: 263–304.